# 徳島県道122号板野川島線
徳島県道122号板野川島線（とくしまけんどう122ごう いたのかわしません）は、徳島県板野郡板野町から吉野川市に至る一般県道である。

## 概要
板野郡板野町犬伏から吉野川市川島町桑村に至る。

### 路線データ
- 起点：板野郡板野町犬伏（徳島県道・香川県道1号徳島引田線・徳島県道12号鳴門池田線交点）
- 終点：吉野川市川島町桑村（川島町桑村交差点、国道192号交点）
- 総延長：13.527 km[1]、他に旧道2.994 km

## 歴史
- 1972年（昭和47年）3月10日 - 徳島県道122号徳島川島線、徳島県道124号石井板野線が認定。
- 1982年（昭和57年）10月29日 - 旧122号の西側と124号の北側を統合、新たに徳島県道122号板野川島線として認定（旧122号東側は徳島県道15号徳島吉野線に、124号南側は徳島県道・香川県道34号石井引田線に）。
- 2011年（平成23年） - 国道192号へダイレクトに連絡する新道が開通。

## 路線状況

### 重複区間
- 徳島県道14号松茂吉野線（板野郡板野町西中富 - 板野郡板野町下庄）
- 徳島県道137号土成徳島線（板野郡上板町佐藤塚 - 板野郡上板町高瀬）
- 徳島県道15号徳島吉野線（板野郡上板町高瀬 - 名西郡石井町藍畑）
- 徳島県道235号宮川内牛島停車場線（吉野川市鴨島町牛島）
- 徳島県道30号徳島鴨島線（吉野川市鴨島町牛島 - 吉野川市鴨島町知恵島）

### 道路施設

#### 橋梁
- 黒谷川大橋（黒谷川、板野郡板野町）
- 高瀬橋（吉野川、板野郡上板町 - 名西郡石井町、徳島県道15号徳島吉野線重複区間内）

## 地理

### 通過する自治体
- 板野郡板野町
- 板野郡上板町
- 名西郡石井町
- 吉野川市

### 交差する道路
| 交差する道路                                                                                     | 市町村名 | 市町村名 | 交差する場所 | 交差する場所            |
| ------------------------------------------------------------------------------------------------ | -------- | -------- | ------------ | ----------------------- |
| 徳島県道・香川県道1号徳島引田線 徳島県道12号鳴門池田線                                           | 板野郡   | 板野町   | 犬伏         | 起点                    |
| 徳島県道14号松茂吉野線 重複区間起点                                                              | 板野郡   | 板野町   | 西中富       |                         |
| 徳島県道14号松茂吉野線 重複区間終点                                                              | 板野郡   | 板野町   | 下庄         |                         |
| 徳島県道137号土成徳島線 重複区間起点                                                             | 板野郡   | 上板町   | 佐藤塚       |                         |
| 徳島県道・香川県道34号石井引田線                                                                 | 板野郡   | 上板町   | 下六條       | [ 注釈 1 ]              |
| 徳島県道15号徳島吉野線 重複区間起点 徳島県道137号土成徳島線 重複区間終点 徳島県道234号高瀬神宅線 | 板野郡   | 上板町   | 高瀬         |                         |
| 徳島県道15号徳島吉野線 重複区間終点                                                              | 名西郡   | 石井町   | 藍畑         |                         |
| 徳島県道235号宮川内牛島停車場線 重複区間起点                                                     | 吉野川市 | 吉野川市 | 鴨島町牛島   |                         |
| 徳島県道30号徳島鴨島線 重複区間起点 徳島県道235号宮川内牛島停車場線 重複区間終点                 | 吉野川市 | 吉野川市 | 鴨島町牛島   |                         |
| 国道318号 徳島県道30号徳島鴨島線 重複区間終点                                                    | 吉野川市 | 吉野川市 | 鴨島町知恵島 |                         |
| 徳島県道237号切幡川島線                                                                          | 吉野川市 | 吉野川市 | 川島町桑村   |                         |
| 国道192号                                                                                        | 吉野川市 | 吉野川市 | 川島町桑村   | 川島町桑村交差点 / 終点 |

### 交差する鉄道
- 徳島線

### 沿線
- 板野町立板野南小学校
- 吉野川
- 上板町立高志小学校
- 吉野川市立知恵島小学校

## ギャラリー

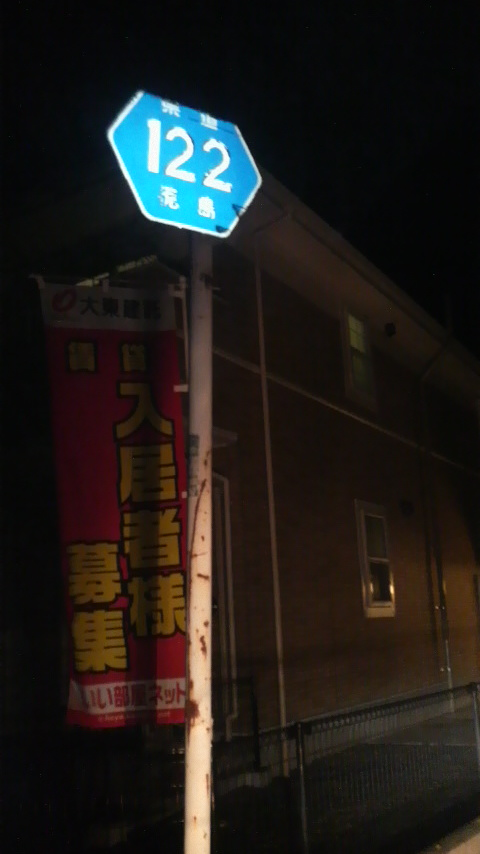
県道標識 板野郡上板町佐藤塚